# Mischocyttarus fisheri
Mischocyttarus fisheri är en getingart som beskrevs av Roy R. Snelling 1970. Mischocyttarus fisheri ingår i släktet Mischocyttarus och familjen getingar. Inga underarter finns listade i Catalogue of Life.